# Kostanj (Słowenia)
Kostanj – wieś w Słowenii, w gminie Kamnik. W 2018 roku liczyła 42 mieszkańców.